# Усть-Хайрюзово (аэропорт)
«Усть-Ха́йрюзово» — местный аэропорт в селе Усть-Хайрюзово Камчатского края.
Аэропорт класса «Д».

## Информация
Время работы — 09:00-18:00.
Покрытие взлётно-посадочных полос — супесь с примесью гальки.
Пропускная способность — 25 пас./час.

## География
Расположен в 288 км от районного центра — Паланы.

## Принимаемые типыВС
Ан-2, Ан-24, Ан-28, Як-40, DHC-8 и др. типы ВС 3-4 класса, вертолёты всех типов.

## Показатели деятельности
| год        | 2014 | 2015 | 2016 | 2017 |
| пассажиров | 2867 | 3477 | 3687 | 3696 |
| Источники: |      |      |      |      |